# السقرا
السُقَرا روستایی در استان داخلیه عمان است. این روستا در نزدیک ۲۰۰ کیلومتری جنوب خاوری مسقط و نزدیک ۴۰ کیلومتری شهر کوهستانی سیه قتانا جای دارد. این روستا در دامنهٔ کوه جبل اخضر که ناموَر به کوه سبز نیز می‌باشد، سر برافراشته است.
پیرامونِ ۱۹۵ کیلومتری (۱۲۴ مایلی) جنوب باختری خط ساحلی مسقط، در دشت‌های غبارآلود عمان، چین‌های آهکی جبل اخضر، (توده‌ای به بلندای ۲۹۸۰ متر) برمی‌خیزد.
این پیچ‌وخم دره‌های پیچ‌درپیچ و دره‌های ژرف یکی از دورافتاده‌ترین جاهای کشور است.
و از آنجایی که دارای جادهٔ آسفالت نمی‌باشد، تنها راه پیش رو، پای پیاده، یا قاطر یا خودروی همه‌جارو است
السقَرا یکی از دورافتاده‌ترین روستاهای عمان است و بیش از ۵۰۰ سال دیرینگی دارد.
در دوران نخستین پایه‌گذاری این ده، روستاییان خانه‌هایی را در سنگ آهک تراشیدند و سدی نگهدارنده برابر طوفان و سرمای زمستان پدیدآوردند.
امروزه این آبادی یک جامعه کوچک دربردارندهٔ ۲۵ تن در کنارهٔ یک کوه سبز است.
روستاییان از تبار قبیلهٔ الشریقی هستند که بیش از ۱۰۰۰ سال پیش در اردن پدیدار شدند.
السقَرا برای سده‌ها دست‌نخورده مانده‌است و تا سال ۲۰۰۵، نمی‌گذاشتند خارجی‌ها از روستا بازدید کنند زیرا السقرا مرکز یک بخش نظامی بود.
برای فراهم کردن انرژی مورد نیازِ ترابری کابلی (جهت کمک به روستاییان در جابجایی‌هایشان و فرستادن و دریافت بسته‌ها) برق‌رسانی به این روستا انجام شده‌است.
با نگرش به بلندی و زمین‌های صخره‌ای، یک بالگرد پیاپی به رساندن نیازمندی‌ها به السقرا کمک می‌کند. این روستا افزون بر برق، اکنون دارای یک کانال آب دست‌ساز است که آب شیرین روستاییان را فراهم می‌کند.
در سال ۲۰۱۹، بی‌بی‌سی تِرَول از السقَرا بازدید کرد و آن را دورافتاده‌ترین روستای بخش نامید.